# Міхаліс Бакакіс
Міхаліс Бакакіс (грец. Μιχάλης Μπακάκης, нар. 18 березня 1991, Агрініо) — грецький футболіст, захисник клубу «Панетолікос».

## Клубна кар'єра
Вихованець клубу «Панетолікос», за який дебютував на дорослому рівні 21 січня 2009 року в матчі третього за рівнем дивізіону Греції проти «Фокікоса». З наступного сезону виступав з командою у другому дивізіоні Греції, але основним гравцем не став, в підсумку за три роки у клубі взявши участь лише у 20 матчах чемпіонату.
У сезоні 2011/12 виступав за клуб третього дивізіону «Ханья», після чого повернувся в «Панетолікос», цього разу ставши основним гравцем, провівши за наступні два роки 60 матчів у чемпіонаті, при цьому у сезоні 2013/14 вперше виступав у грецькій Суперлізі.
2014 року перейшов в АЕК, підписавши 4-річний контракт. У першому сезоні Бакакіс був основним гравцем і допоміг команді зайняти перше місце та вийти до Суперліги. Проте 20 травня 2015 року в домашньому матчі з «Олімпіакосом Волос» він зазнав розриву хрестоподібної зв'язки, який залишив його поза грою на 6 місяців. Після відновлення Бакакіс перестав бути основним гравцем, тим не менше вийшов на заміну в виграному фіналі Кубка Греції 2015/16. Станом на 13 грудня 2017 року відіграв за афінський клуб 49 матчів в національному чемпіонаті.

## Виступи за збірну
18 листопада 2014 року дебютував в офіційних матчах у складі національної збірної Греції в товариській грі проти Сербії (0:2), замінивши Васіліса Торосідіса.

## Досягнення
- Володар Кубка Греції (1):

АЕК: 2015–16
- Чемпіон Греції (1):

АЕК: 2017–18